# Errore (linguistica)
L'errore linguistico è uno scostamento dalle norme riconosciute e codificate dalle comunità linguistiche. Tale scostamento è peraltro una delle cause più rilevanti di mutamento linguistico.
Due sono i tipi fondamentali di errore: l'errore di apprendimento linguistico e l'errore di produzione. Il primo, di norma, è dovuto al mancato apprendimento del corretto significato di una parola (spesso come effetto di interferenza della lingua madre). Il secondo, al contrario, presuppone una corretta conoscenza dell'unità linguistica prodotta impropriamente e viene riconosciuto come errore dallo stesso parlante (si parla di lapsus linguae per errori nella produzione orale e di lapsus calami per errori nella produzione scritta).